# Delvin Kosmos
Delvin Kosmos, född 18 mars 1981 i USA, död 2002 i Sverige, var en amerikansk varmblodig travhäst. Han importerades till Sverige 1986 för att bli avelshingst.
Delvin Kosmos sprang in 1,8 miljoner kronor på 38 starter varav 4 segrar, 4 andraplatser och 3 tredjeplatser. Hans rekord var 1.12,3 över sprinterdistans. Han kom bland annat på fjärdeplats i Peter Haughton Memorial (1983).
Delvin Kosmos fick 616 registrerade svenskfödda avkommor av vilka 6 erhållit en vinstsumma överstigande 1 000 000 kronor. Genom dottern Calmela Strömline är han morfar till den sexfaldiga miljonären Deuxieme Picsous.

## Signalement
- Huvud: några vita hår i pannan
- Höger fram: vit innerkota
- Höger bak:
- Vänster fram: vit kota
- Vänster bak: vit kota
- Övrigt:
- Tat.nummer: 602 AZ